# لا فارج‌ویل (نیویورک)
لا فارج‌ویل (به انگلیسی: La Fargeville) یک منطقهٔ مسکونی در ایالات متحده آمریکا است که در شهرستان جفرسون، نیویورک واقع شده‌است. لا فارج‌ویل ۹٫۱ کیلومتر مربع مساحت و ۶۰۸ نفر جمعیت دارد و ۱۱۵ متر بالاتر از سطح دریا واقع شده‌است.